# Praia Grande (São Paulo)
Praia Grande, deutsch „Großer Strand“, amtlich portugiesisch Município da Estância Balneária de Praia Grande, ist eine Gemeinde im brasilianischen Bundesstaat São Paulo mit zum 1. Juli 2020 geschätzten 330.845 Einwohnern auf einer Fläche von rund 149,2 km². Daraus ergibt sich eine Bevölkerungsdichte von rund 1756 Einwohner/km². Der etwa 84 km von der Hauptstadt São Paulo entfernt gelegene Ort ist Teil der Metropolregion um die Hafenstadt Santos, Baixada Santista. Praia Grande hat den offiziellen Status eines Badekurortes, einer Estância Balneária. Wirtschaftlich dominiert der Tourismus, doch vornehmlich dient Praia Grande als eine Schlafstadt der Region.

## Geografie
Die Stadt grenzt im Norden an São Bernardo do Campo, São Vicente im Nordosten, Mongaguá im Westen und São Paulo im Nordwesten. Die östliche und südliche Grenze der Stadt bildet die Küste zum Atlantischen Ozean.
| \| Gemeinden der Metropolregion Baixada Santista \| Gemeinden der Metropolregion Baixada Santista \| Gemeinden der Metropolregion Baixada Santista \| \| --------------------------------------------- \| --------------------------------------------- \| --------------------------------------------- \| \| - Bertioga - Cubatão - Guarujá \| - Itanhaém - Mongaguá - Peruíbe \| - Praia Grande - Santos - São Vicente \| |                                 |                                       |
| Gemeinden der Metropolregion Baixada Santista |                                 |                                       |
| - Bertioga - Cubatão - Guarujá | - Itanhaém - Mongaguá - Peruíbe | - Praia Grande - Santos - São Vicente |

## Geschichte
Die Gemeinde wurde 1964 durch Landesgesetz gegründet.

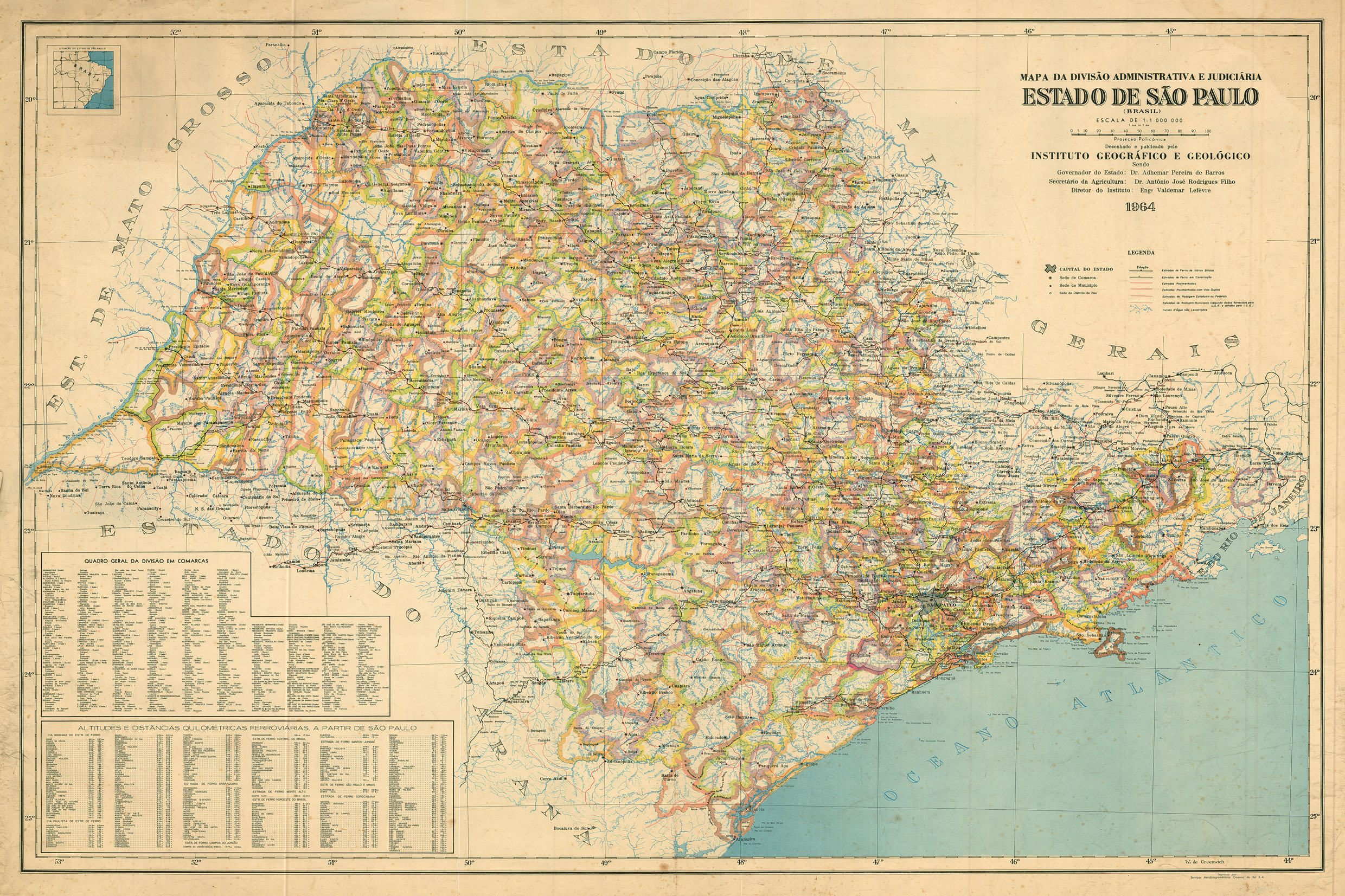
Karte des Bundesstaates São Paulo (1964).